# Jouni Kotiaho
Jouni Juhani Kotiaho (né le 23 février 1958 à Jämsänkoski) est un entrepreneur et   député représentant du parti des Vrais Finlandais.

## Biographie
Lors de Élections législatives finlandaises de 2019 Jouni Kotiaho est élu député de  la Circonscription de Finlande centrale.